# Longitarsus cerinthes
Longitarsus cerinthes é uma espécie de insetos coleópteros polífagos pertencente à família Chrysomelidae.
A autoridade científica da espécie é Schrank, tendo sido descrita no ano de 1798.
Trata-se de uma espécie presente no território português.